# 薩爾達無雙 災厄啟示錄
《薩爾達無雙 災厄啟示錄》（官方译为）是一款任天堂Switch平台的砍殺遊戲，由光榮特庫摩旗下Omega Force開發，日版由光榮特庫摩發行、其他版本則由任天堂發行。遊戲於2020年11月20日發售，支援繁簡中文。遊戲內容企劃由任天堂企劃製作本部第三研發組監督，是任天堂的薩爾達傳說系列和光榮特庫摩的無雙系列的合作項目。
本作與2014年的《薩爾達無雙》一样，作为一款衍生作品，将任天堂的塞尔达传说系列的世界观和角色与光榮特庫摩的无双系列的玩法结合在一起。《薩爾達無雙 災厄啟示錄》的背景设定在《薩爾達傳說 曠野之息》的100年前，林克和塞尔达公主必须在整个海拉魯集结盟友，抵御邪恶的災厄加儂所领导的势力，而災厄加儂正试图重振旗鼓，摧毁海拉魯王国。

## 可操作角色
- 林克（單手武器、雙手武器、長槍、DLC新增武器連枷（四種型態））
- 薩爾達公主（希卡之石、封印之力、DLC新增武器大師機車（三種型態））
- 英帕
- 米法
- 達爾克爾
- 力巴爾
- 烏爾波扎
- 伯庫林
- 希多
- 阿沅
- 特巴
- 露珠
- 可蓋大人
- 海拉魯國王
- 大妖精
- 導師米茲·喬西亞
- 特拉扣
- 災厄加儂
- 身經百戰的守護者（DLC新增）
- 斯帕（DLC新增）
- 普爾亞與洛貝利（DLC新增）

## 外部連結
- 官方网站：日文、英文、繁体中文（香港）